# 丹棱镇
丹棱镇，是中华人民共和国四川省眉山市丹棱县曾经下辖的一个镇。2019年12月，撤销丹棱镇，将其所属行政区域划归齐乐镇管辖。

## 行政区划
丹棱镇撤銷前下辖以下地区：
城西社区、东升社区、城南社区、白塔社区、新桥村、观音村、大林村、青龙村、群力村、板桥村、龙滩村、红石村、龙鹄村、兴隆村和桂花村。

## 特产
丹棱冻粑：中国地理标志产品。